# 3G
3G er en betegnelse for tredjegenerations mobiltelefoni som for eksempel UMTS og 3,5G HSPA+.
3G står for et tredjegenerations mobilnetværk. Teknologien bag er UMTS, som står for Universal Mobile Telecommunications System. Udenfor Europa har den samme teknologi fået forkortelsen W-CDMA (Wideband Code Division Multiple Access). I andre dele af verden vil 3G bruges som navn på CDMA eller CDMA2000.